# 内藤鳴雪
内藤鳴雪（ないとう めいせつ、1847年5月29日（弘化4年4月15日） - 1926年（大正15年）2月20日）は、幕末の伊予松山藩の武士、明治期の官吏、明治・大正期の俳人。幼名助之進、元服して師克（もろかつ）、のち素行（もとゆき）。俳号の『鳴雪』は、『何事も成行きに任す』の、当て字という。

## 生涯
伊予松山藩の上級武士内藤房之進と八十（やそ）の長男として、藩の江戸中屋敷に生まれた。8歳のときから父に漢籍を教わり、また、草双紙類を好み、寄席や義太夫も知った。なお、同時期に小使として出仕していた原田左之助（後の新撰組幹部で十番隊隊長。当時15,6歳）と会っており、遊んで貰った事もあった。1855年（安政2年）に、中屋敷在中に安政の大地震で被災するも、鳴雪を含め屋敷内関係者全員が無事だった。1857年（安政4年）（11歳）、父の転勤で一家の故郷松山に移り、藩校明教館で漢学を学び、また、剣術も習ったが、『武』よりは『文』に優れた。翌年房之進が京都の留守居役となり、一家が8ヶ月だけ京都に住んだ時期にも、若党に芝居・寄席・義太夫へ連れられた。その後も長く芝居好きだった。
1863年（文久3年）（17歳）、元服して師克を名乗り、幹部の卵として明教館に寄宿し、大原武右衛門（正岡子規の母方の祖父）に漢詩を学んだ。1864年藩主の嗣子松平定昭の小姓となり、翌年の第二次長州征伐に従った。1867年（慶応3年）、隠居した前藩主松平勝成の側付となり、（春日）チカを娶った。命じられて京都の水本保太郎の塾に学び、翌年水本の転勤に従って東京の昌平坂学問所へ入寮した。1869年、松山に戻り、翌年から権少参事として明教館の学則改革に携わった。1872年、学区取締となり、小学校・中学校の拡充に努めて、県令岩村高俊に認められた。1877年には、広島・岡山・山口・島根の連合教育会の議長に推された。
1880年（明治13年）（33歳）、文部省へ転じ、累進して1886年、書記官・往復課長となった。旧藩主久松家の諮問員に加わり、常盤会寄宿舎監督を引き受けた。東京に学ぶ松山の子弟の寮である。
1890年（明治23年）、参事官兼普通学務局勤務となって、翌年退官し、寄宿舎監督を続けた。寄宿生の、正岡子規・竹村黄塔・その弟の河東碧梧桐・五百木瓢亭・勝田主計らに、漢詩の添削をしてやった。1892年、21歳年下の子規を、俳句の師とした。子規の紹介で、伊藤松宇らの互選句会『椎の友』に加わった。俳風は、人柄そのままに恬淡・洒脱だった。鳴雪の号のほか、南塘・破蕉・老梅居も用いた。
1893年（明治26年）、久松家から旧藩事蹟取調を嘱託された。
1897年（明治31年）（50歳）、高浜虚子が東京で続刊したホトトギスの投句を選び、『老梅居雑話』ほかを掲載し、また、万朝報・読売新聞・中外商業新報・日本人・日本及日本人・太陽などの俳句選者を輪番的に勤めた。
知られていなかった与謝蕪村の句集を探し合い、輪講してホトトギスに掲載。上梓されたのが『蕪村句集講義』である。博覧な人物だが、矢張り資料を揃えて輪講にのぞもうとしたところ、「月並みなことは止めておきましょう」と子規に言われ手ぶらで講義に臨んだ。このため同著について誉められると若干の後悔も残ったとされる。
1907年（明治40年）に舎監をやめた後も、寮の世話役でいた。愛媛県教育協会の名誉会員を勤め、また、史談会の中心にもなった。
1917年（大正9年）（70歳）、旧寮生の発議による寿碑、『元日や一系の天子不二の山』が、松山市道後公園に建ち、その除幕式に招かれた。その事の前に、東京では祝賀の演能が催され、『自然居士』のシテを高浜虚子が、ワキを河東碧梧桐が舞った。
1925年（大正14年）、肋膜炎を病み、軽い脳溢血で臥床し、翌年、麻布笄町（現在の西麻布四丁目）の自宅で没した。『天真院鳴雪素行居士』。故人が1919年に青山霊園に設けた墓所へ、葬られた。
只たのむ湯婆一つの寒さかな

## おもな文業

### 単行本
- 『俳句独習』大学館 俳句入門叢書（1904）
- 『春夏芭蕉俳句評釈』大学館 俳句入門叢書（1904）
  - 『芭蕉研究資料集成 明治篇 作品研究1』クレス出版（1992）に収録
- 『秋冬芭蕉俳句評釈』大学館 俳句入門叢書（1904）
- 『七部集俳句評釈』大学館 俳句入門叢書（1905）
  - 『芭蕉研究資料集成 明治篇 作品研究4』クレス出版（1992）に収録
- 『春夏蕪村七部集俳句評釈』大学館 初学俳句叢書5（1906）
  - 『蕪村研究資料集成 作品研究3』クレス出版（1993）に収録
- 『元禄二十家俳句講義』俳書堂（1906）
- 『秋冬蕪村七部集俳句評釈』大学館 初学俳句叢書（1906）
  - 『蕪村研究資料集成 作品研究3』クレス出版（1993）に収録
- 『老梅居俳句問答』俳書堂（1907）
- 『老梅居雑著』俳書堂（1907）
- 『鳴雪俳話』博文館（1907）
- 『鳴雪句集』俳書堂（1909）
- 『俳句作法』博文館 通俗作文全書（1909）
- 『鳴雪俳話と評釈』博文館（1909）

『春之部』『夏之部』『秋之部』『冬之部』の分冊と『春夏秋冬』との5冊
- 『太祗俳句評釈』大学館 初学俳句叢書（1910）
- 『中外俳句抄』求光閣書店（1914）
- 『蕪村句集講義 春之部』籾山書店（1914）
- 『鳴雪俳句鈔』実業之日本社（1915）
- 『俳句のちかみち』広文堂（1916）
- 『秀抜六千句』南北社（1917）
- 『俳句はいかに作りいかに味ふか』アルス（1920）
- 『俳句評釈』大日本俳句講習会（1921）
- 『鳴雪自叙伝 （附録 鳴雪俳句抄録）』岡村書店（1922）、春秋社（1928）、青葉図書（1976）、岩波文庫（2002）
- 松浦為王編『鳴雪俳句集』春秋社（1926）
- 『俳話』大東出版社 大東名著選（1942）

### 共著
- 寒川鼠骨共編『春夏 大家規範俳句集』大学館 俳句入門叢書（1905）
- 寒川鼠骨共編『秋冬 大家規範俳句集』大学館 俳句入門叢書（1905）
- 子規・虚子・碧梧桐との共編著『蕪村句集講義』ホトトギス発行所・俳書堂（全4冊、1900 - 1911）→ 平凡社東洋文庫（全3巻、2010 - 2011）
- 武田鶯塘共著『句評及俳話』雲泉堂（1916.10）
- 佐藤紅緑と共著『新しき俳句と其作法』金鈴社（1923）

### 俳句集を載せた文学全集類
- 『現代日本文学全集91 現代俳句集』、筑摩書房（1973）
- 『現代日本文学大系95 現代句集』、筑摩書房（1973）
- 『日本近代文学大系56 近代俳句集』、角川書店（1974）
- 『現代俳句集成2』、河出書房新社（1982.8）
- 『群馬文学全集15』、群馬県立土屋文明記念文学館（2001.3）

## 関連文献
- 阿部里雪『新編 子規門下の人々』、愛媛タイムス社（1961）→愛媛新聞社（2004）
- 畠中淳『松山子規会叢書 17 内藤鳴雪』、松山子規会（1985）
- 稲村徹元『近代作家追悼文集成 20 滝田樗陰 内藤鳴雪』、ゆまに書房（1992）
- 柴田宵曲『子規居士の周囲』、新版・岩波文庫（2018）